# 湖北省国家安全厅
湖北省国家安全厅，是中华人民共和国湖北省人民政府组成部门，接受国家安全部的垂直领导。由于国家安全工作的特殊性，不主动公开信息。

## 历史
1993年2月22日，第七届全国人大常委会第三十次会议通过《中华人民共和国国家安全法》。该法第二条规定，国家安全机关是本法规定的国家安全工作的主管机关。
1993年底，经中共中央、国务院批准，决定成立湖北省国家安全厅。1993年11月29日，湖北省国家安全厅举行成立大会。时任国家安全部部长贾春旺、省委书记关广富等出席大会。

## 历任领导
厅长
- 邓凡全（1994年－2000年1月14日[2]）
- 刘章棠（2000年1月14日－2006年3月31日[3]）
- 朱小林（2006年3月31日－2016年1月13日[4]）
- 张其宽（2016年1月13日－2018年）
- 涂红剑（2018年－）